# Bolt, Beranek y Newman
BBN Technologies (originalmente Bolt, Beranek and Newman) es una empresa de alta tecnología que provee servicios de investigación y desarrollo. BBN está situada junto a Fresh Pond en Cambridge, Massachusetts, USA. Es sobre todo conocida por su trabajo en el desarrollo de la red de paquetes conmutados (incluyendo ARPANET e Internet), pero también es un contratista del Departamento de Defensa de los Estados Unidos, principalmente para DARPA.
Fundada en 1948 por Leo Beranek y Richard Bolt, ambos profesores en el MIT, con el antiguo estudiante de Bolt Robert Newman, Bolt, Beranek and Newman empezó su vida como una compañía de consultoría acústica. Su primer contrato fue la consultoría para el diseño de la acústica de la Asamblea de las Naciones Unidas en Nueva York. Encargos siguientes incluyeron el Auditorio Kresge del MIT (1954), el Tanglewood's Koussevitzky Music Shed (1959) y el Lincoln Center's Avery Fisher Hall (1962). Examinaron la cinta de Richard Nixon con los 18 minutos borrados durante el Escándalo Watergate y la evidencia del dictabelt que era supuestamente una grabación del asesinato de John F. Kennedy.
BBN fue adquirida en 1998 por GTE. Cuando GTE y Bell Atlantic se unieron se convirtieron en Verizon en el año 2000, se creó el ISP Genuity con parte de las posesiones de BBN. En marzo del año 2004, Verizon vendió BBN a un grupo privado de inversores, en el 2005 es una compañía de propiedad privada.
El trabajo en acústica requería una cantidad substancial de cálculos que creó un interés y posteriormente una posibilidad de negocio en computadoras. BBN compró varias computadoras a finales de los 50 y principios de los 60, la más notable fue la primera producción de PDP-1 de Digital Equipment Corporation. Aunque BBN tiene todavía un interés substancial en acústica, es más conocida por sus actividades en computadoras.
Algunos de los desarrollos notables en el campo de las redes de computadoras realizados por BBN son la implementación y mantenimiento de ARPANET; el primer correo electrónico enviado de persona a persona y la elección del signo @ en la dirección de los correos; el primer enrutador con IP; el Voice Funnel, un intento previo a la voz sobre IP; y trabajos en el desarrollo del TCP.
Otras innovaciones bien conocidas de BBN relacionadas con la computación incluye el primer sistema de tiempo compartido, el lenguaje de programación Logo; el sistema operativo TENEX, el juego Colossal Cave Adventure (ADVENT), el primer link-state routing protocol, y una serie de redes móviles empezando en los años 70. BBN también es conocido por sus sistema de computación paralela, incluyendo Pluribus, y el BBN Butterfly computers, que han sido usados para tareas como las simulaciones de guerra de los Estados Unidos de América.
Varias personas destacadas en el campo de la computación han trabajado para BBN, incluyendo Jerry Burchfiel, Ed Fredkin, John Curran, Bob Kahn, J. C. R. Licklider, John McCarthy, Marvin Minsky, Seymour Papert y Ray Tomlinson.
BBN está llevando a cabo una amplia gama de proyectos en I+D, incluyendo esfuerzos de estandarización de la arquitectura de seguridad en Internet (IPsec), la tecnología de red en el sistema de comunicación JTRS, red móvil ''ad hoc'', reconocimiento del habla avanzada y criptografía cuántica. 